# کن دوکن
کن دوکن (آلمانی: Ken Duken؛ زادهٔ ۱۷ آوریل ۱۹۷۹) بازیگر اهل آلمان است. وی از سال ۱۹۹۹ میلادی تاکنون مشغول فعالیت بوده‌است.
از فیلم‌ها یا برنامه‌های تلویزیونی که وی در آن نقش داشته‌است، می‌توان به کارول: مردی که پاپ شد، حرامزاده‌های لعنتی، دو زندگی، جنگ و صلح و حرفه ای ها اشاره کرد.